# Ялчин, Серген
Али́ Рыза́ Серге́н Ялчи́н (тур. Ali Rıza Sergen Yalçın; род. 5 ноября 1972, Кильос) — турецкий футболист, игравший на позиции атакующего полузащитника. Серген сыграл в каждом из четырёх больших клубов Турции (в некоторых из них дважды). Его часто признают одним из лучших турецких игроков всех времен.

## Клубная карьера
Ялчин начал профессиональную карьеру в 1991 году в «Бешикташе». За шесть лет в клубе он сыграл в 158 матчах и забил 46 голов. После поражения от «Самсунспора» (1:4) Ялчин подвергся публичной критике от заместителя президента «Бешикташа» из-за неправильного образа жизни. Серген ответил ему с агрессией:

Если завтра он не покинет пост, то я не выйду на тренировки или на матчи. Пусть он носит футболку с номером 10 и играет в полузащите «Бешикташа».
Впоследствии «Бешикташ» наложил на него штраф в размере £150 тыс. Позднее он был прощён после извинений. Затем Ялчин потребовал новый и улучшенный контракт, который был отклонён советом директоров.
В 1997 году за £5,5 миллионов Ялчин перешёл в «Истанбулспор». После этого он хотел перебраться на европейские поля и начал переговоры по контракту с «Интером» и «Миланом». Но они завершились безуспешно. Из-за нескольких месяцев бездействия в «Истанбулспоре» контракт Ялчина был куплен спортивной компанией «Джет-Па», и игрок сразу был отдан в аренду в «Фенербахче», в котором носил персонализированную футболку с рекламой компании.
Под руководством Йоахима Лёва и Рыдвана Дилмена Ялчин подходил под задачи тренеров. Но когда Зденек Земан возглавил стамбульский клуб, Серген сел на скамейку запасных. Часто конфликтовал с ним. Из-за хорошей игры в то время в составе сборной привлёк внимание таких клубов, как «Барселона», «Бавария» и дортмундская «Боруссия».
Несмотря на все трения, он закончил сезон в составе «Галатасарая», которому помог сделать золотой дубль. Ялчин был поздно подписан для того, чтобы получить право на участие в Кубке УЕФА, когда «львы» играли в полуфинале против «Лидс Юнайтед». В то время казино были запрещены на территории Турции, но оставались открытыми на Северном Кипре. Это привлекло многих азартных людей, каким и являлся Ялчин. Из-за казино он пропускал тренировки, что повлекло за собой расторжение контракта со столичным клубом.
После Евро-2000 Ялчин был близок к подписанию контракта с «Ньюкаслом», которым руководил Бобби Робсон. Переход не состоялся, и он вместо этого стал игроком «Трабзонспора». Ялчин стал первым футболистом, который играл в составах четырёх больших клубов Турции. До этого он никогда ещё не играл в клубе за пределами Стамбула. Считали, что удаление от отвлекающих факторов большого города принесёт ему пользу с его ужасной дисциплиной. По иронии судьбы, это был самый неудачный сезон в его карьере, и в конце его «бордово-голубые» не стали продлевать с ним аренду.
Фатих Терим отказался от него в «Галатасарае». Зденек Земан не мог работать с ним в «Фенербахче». Он публично критиковал бывшего тренера национальной сборной Мустафу Денизли после Евро-2000. Британский тренер Гордон Милн работал с ним в «Бешикташе» и тоже отчаялся, пытаясь заставить Ялчина приходить на тренировки вовремя. Считалось, что это был конец его карьеры.
В преддверии сезона 2001/02 главный тренер «Галатасарая» Мирча Луческу взял в аренду Ялчина, видя в нём преемника Георге Хаджи. Его действие было вознаграждено двумя голами и двумя передачами в Лиге чемпионов и выходом во второй групповой этап. Ялчин разорвал связки коленного сустава и пропустил оставшуюся часть сезона.
В сезоне 2002/03 вернулся в «Бешикташ», которым руководил Луческу. Там Ялчин стал ключевым игроком и помог клубу выиграть национальный кубок. В сезоне 2003/04 «орлы» вернулись в Лигу чемпионов. Тогда стамбульский клуб попал в группу с непобедимым «Челси» при эпохе Романа Абрамовича. В матче на «Стэмфорд Бридж» турецкий клуб победил со счётом 2:0, и оба гола забил Ялчин. «Бешикташ» не вышел в плей-офф, но Серген сумел забить 2 гола и сделать 3 голевых передачи за 6 матчей. Он играл в стамбульском клубе ещё два года, став любимцем фанатов команды.
Перед сезоном 2006/07 главный тренер клуба Жан Тигана не рассматривал Ялчина в составе команды, и контракт был расторгнут. Это разгневало фанатов, так как он считался их иконой. Перед тем как покинуть клуб, он заявил, что всегда будет фанатом «Бешикташа». Тот сезон он провёл в клубе «Шекерспор». Карьеру футболиста завершил в сезоне 2007/08, играя в составе «Эскишехирспора», которому помог выйти в высший дивизион.

### Клубная статистика
| Карьера   | Карьера                | Лига  | Лига | Кубок | Кубок | УЕФА  | УЕФА | Итог  | Итог |
| Сезон     | Клуб                   | Матчи | Голы | Матчи | Голы  | Матчи | Голы | Матчи | Голы |
| --------- | ---------------------- | ----- | ---- | ----- | ----- | ----- | ---- | ----- | ---- |
| 1991/92   | Бешикташ               | 15    | 2    | 2     | 0     | 0001  | 0    | 0018  | 2    |
| 1992/93   | Бешикташ               | 23    | 8    | 5     | 0     | 0001  | 0    | 0029  | 8    |
| 1993/94   | Бешикташ               | 20    | 6    | 3     | 1     | 0004  | 1    | 0027  | 8    |
| 1994/95   | Бешикташ               | 27    | 8    | 2     | 0     | 0003  | 0    | 0032  | 8    |
| 1995/96   | Бешикташ               | 24    | 10   | 3     | 1     | 0002  | 0    | 0029  | 11   |
| 1996/97   | Бешикташ               | 29    | 9    | 5     | 1     | 0004  | 0    | 0038  | 10   |
| 1997/98   | Истанбулспор           | 28    | 10   | 4     | 1     | 0005  | 2    | 0037  | 13   |
| 1998/99   | Истанбулспор           | 8     | 4    | -     | -     | 0002  | 1    | 0010  | 5    |
| 1998/99   | Фенербахче             | 15    | 7    | -     | -     | -     | -    | 0015  | 7    |
| 1999/2000 | Фенербахче             | 9     | 1    | -     | -     | 2     | 0    | 0011  | 1    |
| 1999/2000 | Галатасарай            | 18    | 4    | 3     | 2     | -     | -    | 0021  | 6    |
| 2000/01   | Трабзонспор            | 21    | 1    | -     | -     | -     | -    | 0021  | 1    |
| 2001/02   | Галатасарай            | 18    | 7    | -     | -     | 9     | 2    | 0027  | 9    |
| 2002/03   | Бешикташ               | 28    | 11   | 1     | 0     | 9     | 1    | 0038  | 12   |
| 2003/04   | Бешикташ               | 24    | 8    | 1     | 0     | 8     | 2    | 0033  | 10   |
| 2004/05   | Бешикташ               | 22    | 3    | -     | -     | 5     | 0    | 0027  | 3    |
| 2005/06   | Бешикташ               | 18    | 6    | 6     | 2     | 5     | 0    | 0029  | 8    |
| 2006/07   | Шекерспор (Lig B)      | 22    | 13   | 1     | 0     | 000-  | -    | 0023  | 13   |
| 2007/08   | Эскишехирспор (1. Lig) | 21    | 6    | -     | -     | 000-  | -    | 0021  | 6    |
| Итог      | Итог                   | 390   | 124  | 36    | 8     | 60    | 9    | 486   | 141  |

## Карьера за сборную
Дебют за национальную сборную Турции состоялся 31 августа 1994 года в товарищеском матче против сборной Черногории. Был в составе сборной на двух чемпионатах Европы: 1996 и 2000. Травма не позволила ему участвовать на чемпионате мира 2002. Всего Ялчин за Турцию сыграл 37 матчей и забил 5 голов.

### Евро-1996
Евро-1996 стал первым турниром для Турции с 1954 года. Ялчин сыграл ключевую роль в квалификации, забив два гола. В финальной стадии турки проиграли во всех трёх матчах и не забили ни одного гола. После турнира в сторону Ялчина поступали предложения с Европы, включая такой клуб, как «Вест Хэм Юнайтед», но он отказался от них, оставшись в «Бешикташе».

### Чемпионат мира 1998
В этот период Ялчин был довольно неактивным в сборной. В первом матче квалификации против сборной Бельгии вышел во втором тайме, и за 5 минут умудрился от героя перейти к антигерою: на 56-й минуте забил гол, а на 60-й — получил удаление. В том матче победу со счётом 2:1 одержали бельгийцы, а главный тренер турок Мустафа Денизли привлёк Ялчина в ответственности за поражение и не вызывал его следующие 13 месяцев. Единственный матч, который он сыграл в квалификации, — против Сан-Марино в гостях. Квалификацию турки не прошли.

### Евро-2000
В первом матче квалификации Ялчин помог сборной обыграть со счётом 3:0 Северную Ирландию. После чего последовала победа (1:0) над действующими европейскими чемпионами — немцами. Но уже позднее было поражение от финнов. В четвёртом матче Ялчин отметился забитым голом в ворота молдаван, сделав итоговый счёт в матче 2:0. Этот гол стал 400-м в истории турецкой сборной. До следующего матча Турция ни разу с 1924 года не побеждала Финляндию в каком-либо официальном матче. Уже на 15-й минуте счёт был 2:0 в пользу финнов, но далее произшёл камбэк, где Ялчин поучаствовал в создании 3 голов (4:2). Турция взяла 5 очков в последних трёх матчах и заняла второе место в группе, попав в плей-офф на Ирландию. Первый матч в Дублине завершился вничью со счётом 1:1, второй — 0:0. Турция получила путёвку в финальную стадию.
Начинала турнир Турция с матча против Италии, в котором потерпели поражение со счётом 1:2. Тогда Ялчин был заменен на 86-й минуте. В ничейном матче против шведов (0:0) заменил на 58-й минуте Маззи Иззета. В последней игре групповой стадии против бельгийцев (2:0) Ялчин весь матч провёл на скамейке запасных. В четвертьфинале против Португалии Серген вышел на последних минутах матча. Он раскритиковал Денизли за то, что он не ставил его в стартовый состав сборной: «У него проблемы и не всё в порядке с головой. Не спрашивайте меня, почему я не играл, спросите его».

### Чемпионат мира 2002
Ялчин пропустил большую часть квалификации на чемпионат мира 2002 из-за плохих выступлений на клубном уровне. Его переход в «Галатасарай» и выступление в Лиге чемпионов позволили ему вернуться в состав сборной. Помог сборной пройти в финальную стадию, но из-за травмы не был включен в состав.

### Евро-2004
Вновь Ялчин пропустил большую часть квалификационной компании Евро-2004 и был задействован только в решающем матче против Англии (0:0). Из-за травмы он не смог помочь Турции в плей-офф против Латвии, где турки не смогли пройти в финальную стадию.

#### Голы за сборную
| #  | Дата            | Место             | Соперник | Счёт | Результат | Турнир                  |
| -- | --------------- | ----------------- | -------- | ---- | --------- | ----------------------- |
| 1. | 12 октября 1994 | Стамбул, Турция   | Исландия | 5-0  | 5-0       | Квалификация на ЧЕ 1996 |
| 2. | 29 марта 1995   | Стамбул, Турция   | Швеция   | 2-1  | 2-1       | Квалификация на ЧЕ 1996 |
| 3. | 7 июня 1995     | Монреаль, Канада  | Канада   | 1-0  | 3-0       | Товарищеский матч       |
| 4. | 31 августа 1996 | Брюссель, Бельгия | Бельгия  | 1-1  | 1-2       | Квалификация на ЧМ 1998 |
| 5. | 27 марта 1999   | Стамбул, Турция   | Молдова  | 2-0  | 2-0       | Квалификация на ЧЕ 2000 |

## Тренерская карьера
29 января 2020 года назначен главным тренером «Бешикташа». Контракт был подписан на полтора года. 8 декабря 2021 года специалист подал в отставку с занимаемой должности после разгромного поражения в матче Лиги чемпионов с дортмундской «Боруссией» 0:5.

## Достижения

### Как игрок

#### «Бешикташ»
- Чемпион Турции: 1991/92, 1994/95, 2002/03
- Обладатель Кубка Турции: 1993/94, 2005/06

#### «Галатасарай»
- Чемпион Турции: 2001/02

#### Сборная Турции
- Чемпион Средиземноморских игр: 1993

### Как тренер

#### «Бешикташ»
- Чемпион Турции: 2020/21
- Обладатель Кубка Турции: 2020/21